# Place Paul-Jamot
La place Paul-Jamot est une place de la commune de Reims, dans le département de la Marne, en région Grand Est.

## Situation et accès
Elle donne boulevard de la Paix avec un rond-point qui ouvre sur la rue Ponsardin, Diderot et Marie-Stuart. Traversée d'une voie à double sens, elle est bordée d'aires de stationnement.

## Historique
Ancienne place Belle-Tour, elle porte le nom de Paul Jamot depuis 1941, directeur du musée des beaux-arts de Reims.